# مارسل رات
مارسل رات (انگلیسی: Marcel Rath؛ زادهٔ ۳ سپتامبر ۱۹۷۵) بازیکن فوتبال اهل آلمان است.
از باشگاه‌هایی که در آن بازی کرده‌است می‌توان به باشگاه فوتبال دیگنیس آکریتاس، باشگاه فوتبال یونیون برلین، باشگاه فوتبال روت وایس اهلن، باشگاه فوتبال انرژی کوتبوس، باشگاه فوتبال هرتابرلین، و باشگاه فوتبال سن پائولی اشاره کرد.
وی همچنین در تیم‌های ملی فوتبال زیر ۲۰ سال آلمان و زیر ۲۱ سال آلمان بازی کرده‌است.